# Vogdesia bromidensis
 (avril 2024).
Anataphrus bromidensis, Homotelus bromidensis
Espèce
Vogdesia bromidensis est une espèce fossile de trilobites de la famille fossile des Asaphidae.

## Classification
L'espèce Vogdesia bromidensis est décrite en 1964 par le paléontologue George C. Esker, III (d) (1940-) sous le protonyme Homotelus bromidensis,.

### Renommage
Cette espèce est renommée Anataprus bromidensis en 1972 par Reuben James Ross (d) et Frederick C. Shaw (d), puis Vogdesia bromidensis en 1974 par Frederick C. Shaw,.

### Synonymes
Selon Paleobiology Database (11 avril 2024), les synonymes dus aux renommage sont au nombre de deux :
- †Anataphrus bromidensis (Esker, 1964)
- †Homotelus bromidensis Esker, 1964

### Fossiles
Selon Paleobiology Database en 2024, cette espèce est représentée par trois collections de fossiles référencées, toutes les trois venant de l'Oklahoma aux États-Unis.
Selon Paleobiology Database en 2024, ces fossiles sont du Whiterockien de l'Ordovicien moyen au Blackriveran de l'Ordovicien supérieur, soit donc datés de 470 à 449,6 Ma avant notre ère.

### Étymologie
L'épithète spécifique, composée de bromid[e] et du suffixe latin -ensis, « qui vit dans, qui habite », lui a été donnée en référence à sa localité type, la formation Bromide (en) en Oklahoma. 

### Publication originale
- [1964] (en) George C. Esker, III, « New species of trilobites from the Bromide Formation (Pooleville Member) of Oklahoma », Oklahoma Geology Notes, vol. 24, no 9,‎ 1964, p. 195-209.